# オオカッコウアザミ
オオカッコウアザミ（ムラサキカッコウアザミ、学名：Ageratum houstonianum）は中米原産の一年草で、キク科カッコウアザミ属に属す。花は普通青色だが、白色、ピンク色、紫色のものもあり、散房花序となる。学名であるアゲラタムの名前で、花屋・園芸店などで春から初夏にかけ苗が売られ、よく花壇などで栽培される。一方で各地で野外に逸出して広がり、侵略的外来種として問題になっている。
散房花序の個々の花は、キク科の特徴どおりに多くの小花が集まって一つの大きな頭花を形成する頭状花序を成す。小花は、菊花と違ってすべて舌状花で、周辺から中心まで順次に開花して細い棒状の筒状花冠（花弁）が放射状に延びて半球状になる。